# Alemanha nos Jogos Olímpicos de Inverno de 1998
A Alemanha foi um dos setenta e dois países que participaram dos Jogos Olímpicos de Inverno de 1998, em Nagano, no Japão.

## Medalhas
| Atleta                                                      | Esporte                 | Evento                  | Medalha |
| ----------------------------------------------------------- | ----------------------- | ----------------------- | ------- |
| Ricco Gross Peter Sendel Sven Fischer Frank Luck            | Biatlo                  | Revezamento masculino   | Ouro    |
| Uschi Disl Martina Zellner Katrin Apel Petra Behle          | Biatlo                  | Revezamento feminino    | Ouro    |
| Christoph Langen Markus Zimmermann Marco Jakobs Olaf Hampel | Bobsleigh               | Equipes masculinas      | Ouro    |
| Katja Seizinger                                             | Esqui alpino            | Downhill feminino       | Ouro    |
| Hilde Gerg                                                  | Esqui alpino            | Slalom feminino         | Ouro    |
| Katja Seizinger                                             | Esqui alpino            | Combinado feminino      | Ouro    |
| Georg Hackl                                                 | Luge                    | Individual masculino    | Ouro    |
| Silke Kraushaar                                             | Luge                    | Individual feminino     | Ouro    |
| Stefan Krausse Jan Behrendt                                 | Luge                    | Duplas                  | Ouro    |
| Gunda Niemann-Stirnemann                                    | Patinação de velocidade | 3000 m feminino         | Ouro    |
| Claudia Pechstein                                           | Patinação de velocidade | 5000 m feminino         | Ouro    |
| Uschi Disl                                                  | Biatlo                  | Velocidade feminino     | Prata   |
| Martina Ertl                                                | Esqui alpino            | Combinado feminino      | Prata   |
| Tatjana Mittermayer                                         | Esqui estilo livre      | Moguls feminino         | Prata   |
| Barbara Niedernhuber                                        | Luge                    | Individual feminino     | Prata   |
| Gunda Niemann-Stirnemann                                    | Patinação de velocidade | 1500 m feminino         | Prata   |
| Claudia Pechstein                                           | Patinação de velocidade | 3000 m feminino         | Prata   |
| Gunda Niemann-Stirnemann                                    | Patinação de velocidade | 5000 m feminino         | Prata   |
| Sven Hannawald Martin Schmitt Hansjörg Jäkle Dieter Thoma   | Salto de esqui          | Pista longa por equipes | Prata   |
| Nicola Thost                                                | Snowboard               | Halfpipe feminino       | Prata   |
| Katrin Apel                                                 | Biatlo                  | Velocidade feminino     | Bronze  |
| Uschi Disl                                                  | Biatlo                  | Individual feminino     | Bronze  |
| Christoph Langen Markus Zimmermann                          | Bobsleigh               | Duplas masculinas       | Bronze  |
| Katja Seizinger                                             | Esqui alpino            | Slalom gigante feminino | Bronze  |
| Hilde Gerg                                                  | Esqui alpino            | Combinado feminino      | Bronze  |
| Jens Müller                                                 | Luge                    | Individual masculino    | Bronze  |
| Mandy Wötzel Ingo Steuer                                    | Patinação artística     | Duplas                  | Bronze  |
| Anni Friesinger                                             | Patinação de velocidade | 3000 m feminino         | Bronze  |
| Heidi Renoth                                                | Snowboard               | Slalom gigante feminino | Bronze  |